# Compte-gouttes
 (mars 2021).
Si vous disposez d'ouvrages ou d'articles de référence ou si vous connaissez des sites web de qualité traitant du thème abordé ici, merci de compléter l'article en donnant les références utiles à sa vérifiabilité et en les liant à la section « Notes et références ».

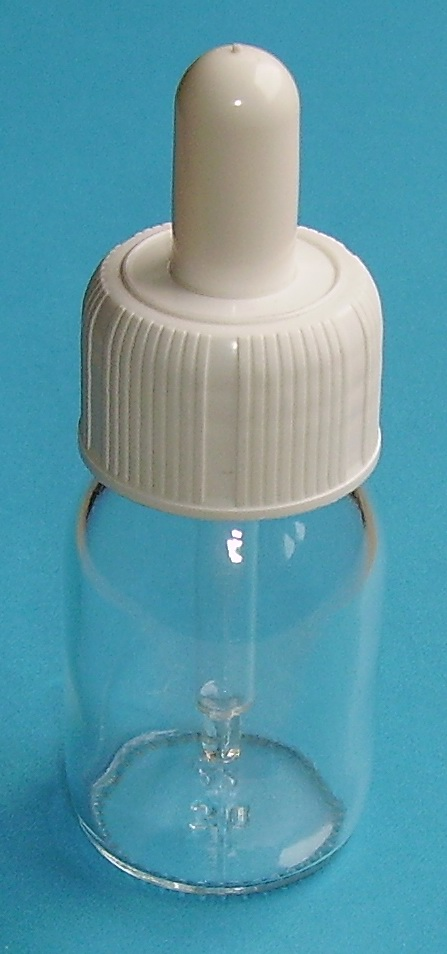
Compte-gouttes « classique », utilisé en pharmacie, vissé sur son flacon en verre.

Un compte-gouttes est un tube en verre ou en plastique effilé, avec un goulot d’étranglement, surmonté d’un embout (en caoutchouc ou en plastique souple), servant à compter les gouttes de liquides.
En nouvelle orthographe, compte-goutte au singulier, compte-gouttes au pluriel.

## Mode opératoire
Une compression est exercée sur l’embout, une partie du tube est plongée à la verticale dans le liquide à prélever, la pression est relâchée lentement, le tube est retiré du liquide puis l’embout est à nouveau comprimé afin de distribuer le prélèvement.
Si le liquide à prélever est plus visqueux que d’habitude, la manipulation demandera plus de temps (débit plus faible), en application de la loi de Poiseuille. Une solution consiste à utiliser un tube dont le goulot d’étranglement est moins étroit.

## Utilisation
Le dispositif est utilisé pour distribuer certaines préparations pharmaceutiques, telles les gouttes nasales, auriculaires et les collyres, ainsi qu’en chimie analytique pour par exemple un dosage nécessitant quelques gouttes d’indicateur de pH.